# Randy Bush

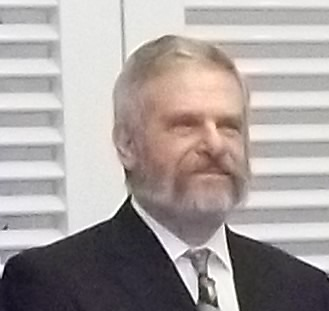
Randy Bush (2012)

Randy Bush ist ein US-amerikanischer Informatiker und Internetpionier.

## Leben und Werk
Bush arbeitet seit den 1960er Jahren in der Computerindustrie. Er begann im Compilerbau und war in den letzten Jahrzehnten im Internetbereich tätig.
1992 gründeten Randy Bush und John Klensin das Network Startup Resource Center und halfen Dutzenden von Ländern, unter anderem in Afrika und Lateinamerika, Verbindungen mit dem Internet herzustellen.
Bush ist wissenschaftlicher Mitarbeiter der Internet Initiative Japan, des ersten kommerziellen Internetdienstanbieters in Japan.
Ende der 1990er Jahre war Bush ein Gründungsingenieur des US-amerikanischen Anbieters von Internet-Hosting Verio, der später von dem japanischen Telekommunikationsunternehmen NTT aufgekauft wurde.
Er war ein Jahrzehnt lang Vorsitzender der DNS-Arbeitsgruppe der IETF und war Mitglied der IESG als Co-Vorsitzender des IETF-Bereichs Operations and Management. Bush war der erste Vorsitzende des NANOG-Lenkungsausschusses, Mitbegründer von AfNOG, im Gründungsvorstand von ARIN, half bei der Gründung von AfriNIC und war seit ihrer Gründung an APNIC, RIPE und anderen beteiligt. Bush war Autor und Co-Autor zahlreicher RFCs und sonstiger Texte zur Entwicklung des Internets.
2012 wurde Bush in die Internet Hall of Fame der Internet Society aufgenommen.